# Mindorokejsarduva
Mindorokejsarduva (Ducula mindorensis) är en starkt utrotningshotad fågel i familjen duvor som förekommer i Filippinerna.

## Utseende och läten
Mindorokejsarduvan är en stor (47 cm), bergslevande duva. Den är ljust blågrå på huvud, hals och det mesta av undersidan, undergump och undre stjärttäckare med rostfärgad anstrykning. På pannan, strupen och nedre delen av ansiktet är den skäraktig. Runt ögat syns en röd ögonring omgivet av svart som sträcker sig bakåt i ett kort ögonstreck. Nacken och manteln är bronsröd, medan den är smaragdgrön på nedre delen av ryggen, övergumpen och vingarna, med bronsröda kanter på inre vingtäckarna och svartgröna vingpennor. Även stjärten är svartgrön, med ett ljustgrått centralt stjärtband. Ögat är gult, näbben mörk och benen rödaktiga. Lätet har inte dokumenterats.

## Utbredning och systematik
Fågeln förekommer i högländerna på ön Mindoro i centrala Filippinerna. Den behandlas som monotypisk, det vill säga att den inte delas in i några underarter.

## Status
Arten är dåligt känd, med litet utbredningsområde och ett bestånd som uppskattas till endast mellan 800 och 3000 adulta fåglar. Dock saknas tecken på om den minskar i antal. IUCN kategoriserar därför arten som nära hotad.